# Universidad Europea Miguel de Cervantes
La Universidad Europea Miguel de Cervantes (UEMC) es una universidad privada ubicada en Valladolid, Castilla y León (España).
Tiene más de 5.000 estudiantes matriculados, repartidos en cuatro centros en los que se imparten los 15 grados, 6 dobles grados, 1 doble grado internacional, 15 másteres, un programa de doctorado y numerosos títulos propios que ofrece la universidad, que imparte tanto en su modalidad presencial como en línea.

## Historia
Fue fundada en 2002, por lo que se adaptó al Espacio Europeo de Educación Superior de forma inmediata. Desde entonces se han implantado las titulaciones que a día de hoy ofrece.
Su "Sistema de garantía interno de calidad" ha sido reconocido por la Agencia Nacional de Evaluación de la Calidad y Acreditación (ANECA).
En noviembre de 2017 recibió el 'New York Award 2017' en la categoría de 'Mejor Innovación y Excelencia Educativa', un reconocimiento internacional al modelo formativo de la UEMC por su "destacada y muy notoria labor en favor de la Educación Superior", otorgado por la Hispanic-American Association norteamericana. 

La UEMC Business School es la escuela de negocios de la universidad y tiene sede en Madrid. En 2023 se crea la Escuela Universitaria UEMC Real Valladolid para ofrecer formación especializada semipresencial en el ámbito del deporte.
Los inicios fundacionales de la universidad comenzaron en 1997 con el impulso de cinco familias vallisoletanas. Uno de los fundadores fue el médico estomatólogo y empresario Eliecer Villar.

## Emblemas
En el artículo 7 de sus disposiciones generales vienen descritos los emblemas de la institución:
- El escudo: sobre soporte convencional español, con fondo color azul pantone 315 y doble borde, siendo el inferior de color amarillo pantone 128, entre las líneas más altas del escudo, aparece la palabra "universidad" en este último color, y también las restantes grafías del escudo. En la Punta viene escrito "europea", también entre líneas, y, en el centro de la Punta, "sapere aude". En el flanco diestro aparece escrito "Miguel de" y un punto amarillo, y "Cervantes" y punto amarillo en el cantón siniestro. El Centro o corazón queda reservado para la representación esquemática de la fachada de un templo clásico romano, tetrástilo, de orden dórico-toscano, en el que se aprecia la escalinata de acceso. Destaca en el entablamento el frontón con sus metopas y triglifos, quedando más indefinido el arquitrabe. Corona el templo un frontón triangular adornado con supuestas acróteras.
- El lema es: sapere aude (atrévete a saber).
- La bandera es de proporciones 2:3, verde mar, con el escudo de la Universidad en amarillo en el centro.
- El sello reproduce el escudo.

## Instalaciones y medios técnicos
Coincidiendo con su décimo aniversario, en 2012 se inauguró un nuevo edificio de 5.000 metros cuadrados; y existe un proyecto de acciones en el resto del campus para mejorar diversas instalaciones y su aspecto exterior. En este nuevo edificio se integra la Clínica Universitaria UEMC, el Plató de Cine y TV y la biblioteca. En 2014 se acometieron las obras de construcción de instalaciones deportivas en el Campus. En 2023 comenzaron las obras del nuevo edificio del Campus, que se estrena en 2025 con más de 5.000 metros cuadrados destinados a docencia e investigación 

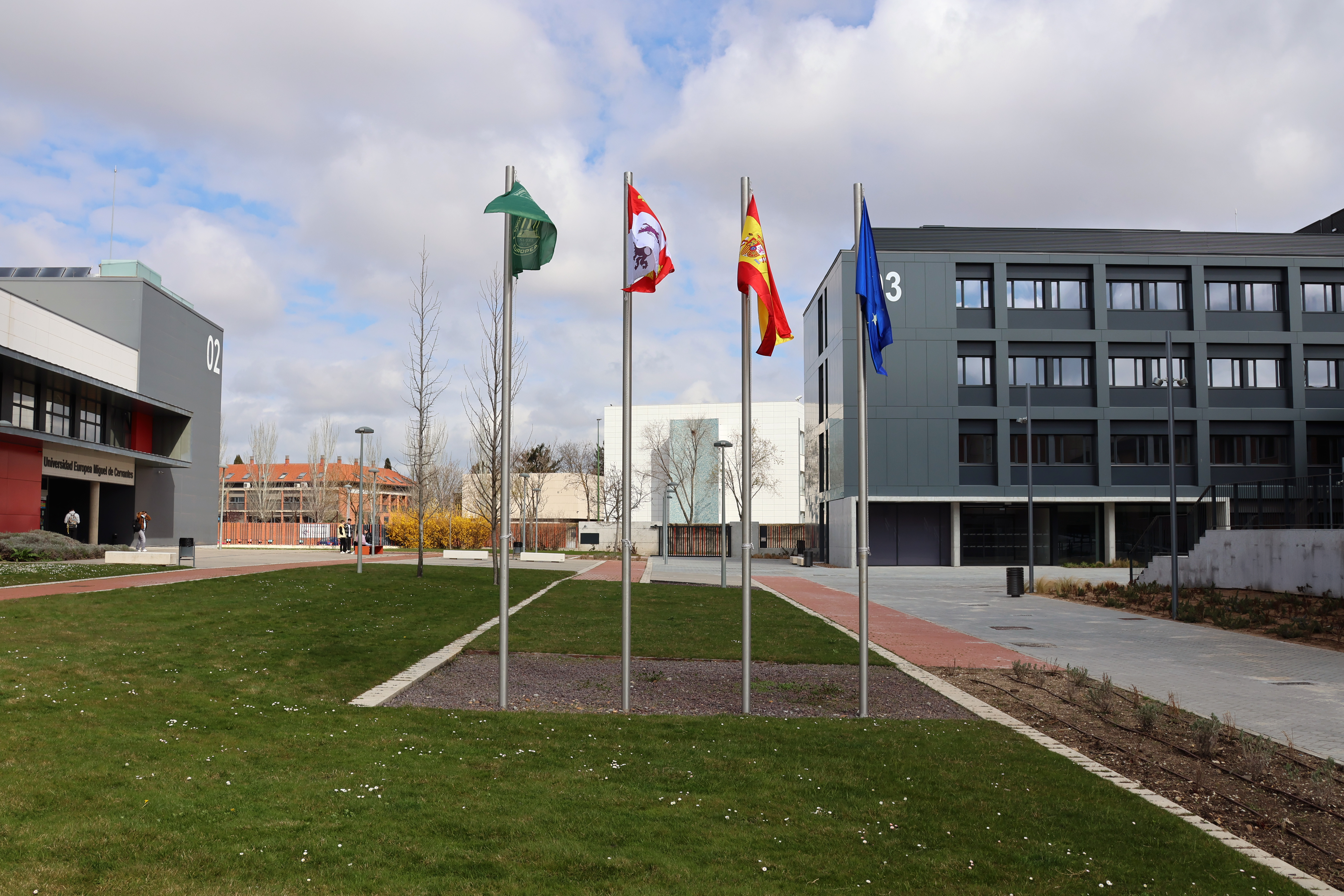
Edificios 02 y 03 del Campus UEMC

## Centros docentes

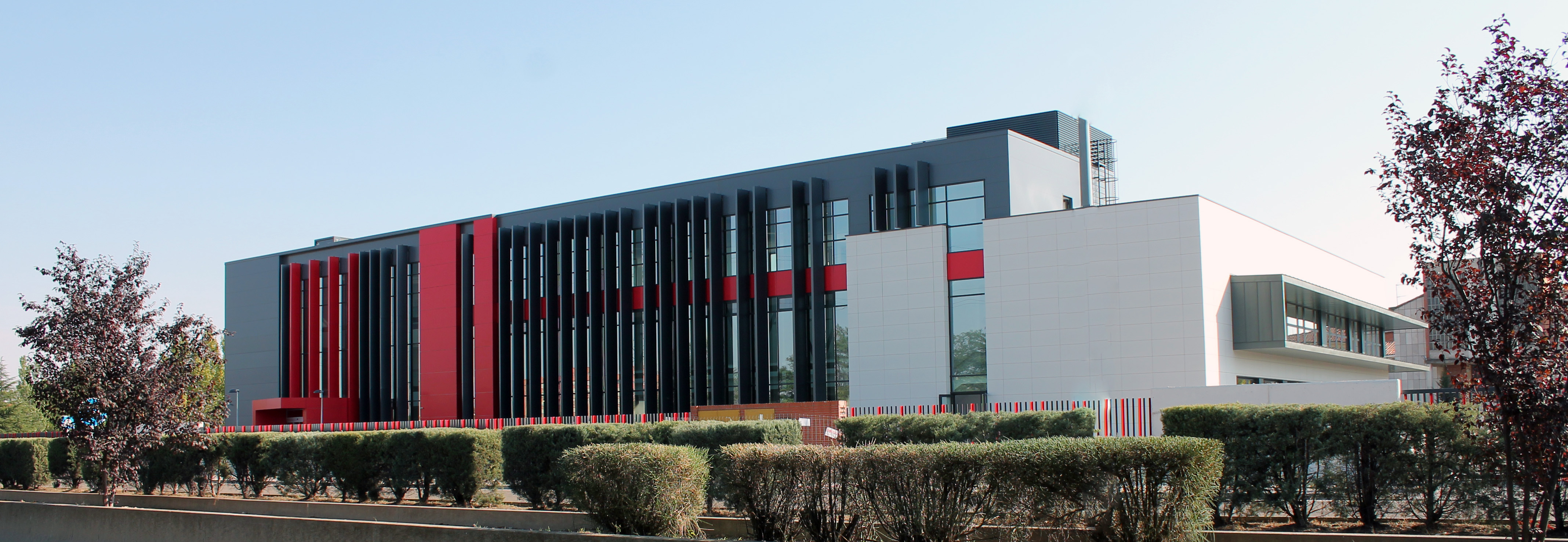
Edificio 02 del Campus UEMC

La universidad se compone de tres centros docentes:  dos facultades y una escuela así como dos centros de formación que imparten Postgrados:
- Facultad de Ciencias de la Salud
- Facultad de Ciencias Sociales
- Escuela Politécnica Superior
- UEMC Business School (Madrid)
- Escuela Universitaria UEMC-Real Valladolid

## Becas y ayudas económicas
Además de las becas propias de las Administraciones del Estado español, la UEMC mantiene un amplio programas de becas.[cita requerida]